# Arturo Iglesias
Arturo Emmanuel Iglesias Pastrana (San Juan, 22 novembre 1995) è un pallavolista portoricano, palleggiatore del Maccabi Tel Aviv.

## Biografia
È il fratello maggiore del pallavolista Adrián Iglesias.

## Carriera

### Club
La carriera di Arturo Iglesias inizia nei tornei scolastici portoricani, giocando per quattro annate con la Wesleyan Academy. Per motivi di studio si trasferisce negli Stati Uniti d'America, dove gioca a livello universitario con la California Baptist: dopo aver saltato la stagione 2015, prende parte alla NCAA Division I nella stagione seguente.
Nella stagione 2016-17 fa il suo debutto nella pallavolo professionistica, giocando nella Liga de Voleibol Superior Masculino coi Plataneros de Corozal. Nella stagione seguente approda in Italia, vestendo la maglia del Tricolore di Reggio Emilia, in Serie A2.
Nel campionato 2018-19 gioca nella Ligue B francese con la formazione del Saint-Nazaire, mentre in seguito torna a Porto Rico per giocare la Liga de Voleibol Superior Masculino 2019 coi neonati Mulos de Juncos, ricevendo il premio di rising star. Nel campionato seguente approda nella Polska Liga Siatkówki, ingaggiato dallo Jastrzębski Węgiel. 
Dopo la cancellazione del campionato portoricano nel 2020, torna in campo nella Liga de Voleibol Superior Masculino 2021 coi Caribes de San Sebastián, venendo premiato come miglior palleggiatore. Nella stagione 2022-23 è di scena a Israele, partecipando alla Premier League con il Maccabi Tel Aviv.

### Nazionale
Dopo aver giocato con la nazionale Under-21, nell'estate del 2016 fa il suo esordio nella nazionale portoricana maggiore in occasione della World League. Un anno dopo conquista la medaglia d'argento alla Coppa panamericana 2017. Si laurea quindi campione continentale in occasione del campionato nordamericano 2021, dove viene inoltre insignito del premio di MVP del torneo. Un anno dopo, nonostante il quarto posto finale, viene premiato come miglior palleggiatore alla NORCECA Final Four, torneo nel quale vince la medaglia d'oro nell'edizione 2024.

## Palmarès

### Nazionale (competizioni minori)
- Coppa panamericana 2017
- NORCECA Final Four 2024

### Premi individuali
- 2019 - Liga de Voleibol Superior Masculino: Rising star
- 2021 - Campionato nordamericano: MVP
- 2021 - Liga de Voleibol Superior Masculino: Miglior palleggiatore
- 2022 - NORCECA Final Four: Miglior palleggiatore